# Kościół św. Marka Ewangelisty w Kątach Rybackich
Kościół św. Marka Ewangelisty w Kątach Rybackich – rzymskokatolicki kościół parafialny znajdujący się w Kątach Rybackich. Jest siedzibą parafii wchodzącej w skład dekanatu krynickiego diecezji elbląskiej.

## Historia
8 grudnia 1988 abp gdański Tadeusz Gocłowski erygował parafię. Budowę kościoła rozpoczęto w 1990, a zakończono w 1995. 8 grudnia 1995 został poświęcony przez bpa. Andrzeja Śliwińskiego, zaś konsekrowany 2 grudnia 1998.

## Opis
Świątynia dzięki swojej konstrukcji doskonale wkomponowuje się w pejzaż miejscowości. Na zewnętrznej ścianie świątyni umieszczona jest śruba sterownicza łodzi. Wnętrze świątyni jest wypełnione elementami nawiązującymi do charakteru miejscowości, w tym m.in. mównica z kołem sterowniczym. W wieży kościelnej znajdują się dwa dzwony. 

## Przypisy

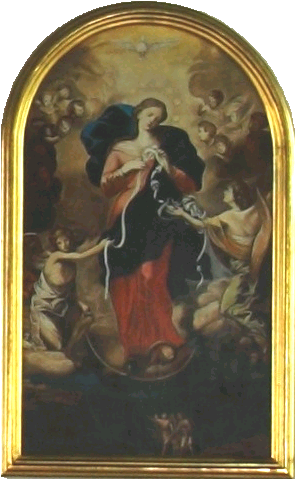
Obraz Marii Rozwiązującej Supełki w kościele